# Paní Marjánka, matka pluku
Paní Marjánka, matka pluku aneb Ženské srdce je divadelní hra o čtyřech dějstvích, kterou napsal Josef Kajetán Tyl. Poprvé byla uvedena 9. března 1845 v Novém divadle v Růžové ulici. Za volnou předlohu je považována činohra německého dramatika Augusta von Kotzebue Das Kind der Liebe. Tyl zde poprvé ve své tvorbě zachycuje prostředí českého venkova. Hra byla ve své době velmi oblíbená a jejího zpracování se chopila také ochotnická divadla.

## Postavy
- Paní Marjánka – markytánka u vojenského pluku
- Zeman Zápolský – majitel statku, bývalý milenec Marjánky, otec Vojtěcha
- Sekáček – šikovatel, který je do Marjánky zamilovaný
- Vojtěch – syn Marjánky a zemana Zápolského
- Vorlický – učitel, otec Marjánky
- Kvasnička – hospodský
- Liduška – dcera hospodského
- Kilian – záškodnický mladík usilující o Lidušku

## Stručný děj
Paní Marjánka se s vojenským plukem vrací do rodného města. Hledá zde svého otce, učitele Vorlického. Od hospodského Kvasničky se dozvídá, že je naživu, stejně tak zeman Zápolský, její láska z mládí, která však skončila nešťastně. O všem je spraven také šikovatel Sekáček, jenž má Marjánku rád, a proto jí pomáhá. Vojtěch – syn Marjánky ovšem netuší, že se v této vesnici nachází část jeho rodiny. Je okouzlen Liduškou, dcerou hospodského Kvasničky. Také Liduška v něm najde zalíbení. Jedinou překážkou je Kilian, který se rozhodne jejich lásku překazit. Je však mladému páru spíš pro legraci. Vojtěch se dostane do konfliktu se zemanem Zápolským a ten ho nechá uvěznit. Vše sleduje Kilian a hned běží zprávu o Vojtěchově zatčení říct paní Marjánce. Ta na nic nečeká a vypraví se na panský zámek. Řekne Zápolskému, že Vojtěch je jeho syn. Neprozradí mu ovšem svou totožnost. Sekáček ji však lstí donutí říct pravdu, a tak se po letech celá rodina šťastně shledává.